# Dream Boat
Dream Boat ist ein deutscher Dokumentarfilm von Tristan Ferland Milewski aus dem Jahr 2017 über eine Kreuzfahrt für schwule Männer. Im Februar 2017 feierte der Film bei der 67. Berlinale seine Weltpremiere.

## Inhalt
Es regnet Männer. Sie kommen aus 89 Nationen und treiben auf einem Kreuzfahrtschiff im Mittelmeer: Sonne, Meer, nackte Haut und viel Testosteron. Der Countdown läuft für sieben Tage Jagd nach Liebe, Glück und ewiger Jugend: das Versprechen des Traumschiffs für schwule Männer.
Schon Monate vorher fiebern die Passagiere dieser Reise entgegen. Sie stählen ihre Körper, statten sich mit Push-Up-Badehosen, sexy Outfits und glamourösen Kostümen aus. Für die Männer ist die Fahrt auf dem Dream Boat eine Befreiung von politischen, sozialen oder inneren Restriktionen. Tag und Nacht, Zeit und Raum verschmelzen im Rhythmus der Partymusik. Im Schwebezustand dieser traumhaften Reise werden die Protagonisten umso härter mit ihrer eigenen Realität konfrontiert. Durch die paradiesische Oberfläche scheinen grundlegende Themen ihres Lebens: die Frage nach Lebensentwürfen im Alter, Familie, der Wunsch nach Zugehörigkeit, die Suche nach Selbstakzeptanz und Liebe. Sie werden mit dem Körperkult der schwulen Community konfrontiert und spüren, dass man sich auch zwischen 3000 potenziellen Partnern ziemlich einsam fühlen kann. So wird die Urlaubsreise für manche ganz unerwartet zur inneren Odyssee, eine Reise zum eigenen Kern.
Der Film begleitet fünf Männer aus fünf Ländern, die ihrem Alltag entfliehen. Sie kommen aus Polen, Palästina, Indien, Frankreich und Österreich. Für einige von ihnen ist es gefährlich, in ihren Heimatländern so zu leben, wie sie sind. Im Dickicht athletischer Körper suchen sie nach der großen Liebe, nach Freiheit und einer erfüllten Zukunft.

## Kritik
Das Lexikon des internationalen Films vergibt zwei von fünf Sternen und stellt fest, dass „der Film nur an der Oberfläche [kratzt], zumal er neben Interviews kaum mehr als Party-Totalen in Zeitlupe und Kamerafahrten durch ein Spalier in Matrosenunterwäsche aufgereihter Männer kennt.“

„Skurril, witzig, berührend. […] Eine Kreuzfahrt als gesellschaftliche Utopie. Ein Film, der das Herz berührt.“

„‚Dream Boat‘ erfindet ein neues Genre: den Hochglanzdokumentarfilm. Die sehr präsente Musik ist wie aus dem ‚Traumschiff‘, die Farbstimmung wie aus einem Urlaubsprospekt, der Titel-Schriftzug wie aus einem Kabarett-Theater und der Himmel wie aus Kalifornien. Abgesehen davon gibt es, wie oft im Kino-Dokumentarfilm, keine Sprecherstimme oder andere Erklärinstanz, alles ergibt sich aus dem Gezeigten.“